# Sudamericano de Rugby A 2008
El Sudamericano de Rugby A del 2008 fue un triangular con las selecciones del subcontinente mejor ubicadas en el ranking de la IRB, dos de los partidos se disputaron en Montevideo (Uruguay) y el restante en San Pedro de la Paz (Chile).

## Equipos participantes
- Selección de rugby de Argentina A (Argentina A)
- Selección de rugby de Chile (Los Cóndores)
- Selección de rugby de Uruguay (Los Teros)

## Posiciones
| Pos. | Equipo      | Encuentros | Encuentros | Encuentros | Encuentros | Tantos  | Tantos    | Tantos     | Puntos |
| Pos. | Equipo      | jugados    | ganados    | empatados  | perdidos   | a favor | en contra | diferencia | Puntos |
| ---- | ----------- | ---------- | ---------- | ---------- | ---------- | ------- | --------- | ---------- | ------ |
| 1    | Argentina A | 2          | 2          | 0          | 0          | 114     | 11        | + 103      | 6      |
| 2    | Uruguay     | 2          | 1          | 0          | 1          | 54      | 55        | - 1        | 4      |
| 3    | Chile       | 2          | 0          | 0          | 2          | 15      | 117       | - 102      | 2      |

Nota: Se otorgan 3 puntos al equipo que gane un partido, 2 al que empate, 1 al que pierda

## Resultados[1]

### Primera fecha
| 31 de mayo 15:30 | Uruguay | 8 - 43  | Argentina A | Estadio Charrúa, Montevideo, Uruguay |                                    |
|                  |         | Reporte |             | Árbitro(s): Salvador Encinas Chile   | Árbitro(s): Salvador Encinas Chile |

### Segunda fecha
| 8 de noviembre | Chile | 3 - 71  | Argentina A | Estadio del Old John's Rugby Club, San Pedro de la Paz, Chile |                                |
|                |       | Reporte |             | Asistencia: 5.000 espectadores                                | Asistencia: 5.000 espectadores |

### Tercera fecha
| 22 de noviembre 17:00 | Uruguay | 46 - 12 | Chile | Estadio Charrúa, Montevideo, Uruguay                                |                                                                     |
|                       |         | Reporte |       | Asistencia: 1.000 espectadores Árbitro(s): Javier Mancuso Argentina | Asistencia: 1.000 espectadores Árbitro(s): Javier Mancuso Argentina |

| Bandera de Argentina   |
| Campeón Argentina      |
| Vigésimo noveno título |